# Kh-59
Il Kh-59 (in cirillico: X-59, nome in codice NATO: AS-13 Kingbolt) è stato un missile aria-superficie di fabbricazione sovietica, sviluppato negli anni settanta dall'OKB Raduga ed entrato in servizio nei primissimi anni ottanta presso le forze armate sovietiche.
Progettato per colpire obiettivi terrestri protetti da sistemi di difesa aerea, ha ricevuto il battesimo del fuoco nel corso della Prima Guerra Cecena nel quale è stato però impiegato con forti limitazioni a causa del meteo invernale della regione caucasica, non favorevole a sistemi d'arma dotati di guida TV. 
È stato progressivamente sostituito fino alla sua completa radiazione dal Kh-59M (in cirillico: X-59M, nome in codice NATO: AS-18 Kazoo), sua profonda evoluzione, sul finire degli anni novanta.

## Storia
Il missile Kh-59 venne sviluppato dall'OKB Raduga come versione migliorata del Kh-25 (AS-10 Karen). Entrato in servizio nell'aviazione sovietica nel 1980, venne implementato sui MiG-27 e numerosi modelli della famiglia Sukhoi (Su-17/22, Su-24 e Su-25).
L'aviazione russa lo ritirò dal servizio alla fine degli anni novanta, per sostituirlo con l'AS-18 Kazoo. Nonostante il fatto che fino al 1998 questo sistema d'arma non sia stato proposto per l'esportazione, risulta che ne siano stati venduti diversi esemplari alle aeronautiche militari di Azerbaigian, Bielorussia, Kazakistan ed Ucraina.

## Descrizione tecnica
Sviluppato a partire dall'AS-10, l'AS-13 è un missile aria-superficie utilizzabile contro bersagli sia terrestri, sia navali. Ha una lunghezza di 5,1 m, un diametro di 0,38 ed una larghezza di 1,26. Il peso al lancio è di 790 kg, di cui 149 riconducibili alla testata. Questa è convenzionale, costituita da esplosivo tipo HE.
La parte frontale, con quattro piccole pinne ruotanti, ricorda molto quella della statunitense GBU 15. Il sistema di guida è di tipo inerziale, con il supplemento di immagini televisive per la fase finale. Quest'ultimo apparato risulta essere piuttosto simile a quello dell'AS-14 Kedge.
Il Kh-59 è alimentato da un motore a propellente solido, in grado di spingerlo fino alla distanza di 90 km alla velocità di Mach 0.85. In particolare, la gittata dipende dalla quota di lancio.